# Désiré Tagro
Désiré Asségnini Tagro, né le 27 janvier 1959 à Issia et mort le 12 avril 2011 à Abidjan, est un homme politique ivoirien, ancien ministre et négociateur des accords de Ouagadougou de 2007. 

## Biographie
Membre du FPI et magistrat de profession, il devient en 2000 le directeur de cabinet du ministre de l'Intérieur Émile Boga Doudou. Il est choisi ensuite au poste de conseiller spécial chargé des affaires juridiques par le président de la République de l'époque Laurent Gbagbo. À la suite du succès de l'accord de Ouagadougou où il représentait la délégation présidentielle, il est nommé ministre de l'Intérieur de Côte d'Ivoire de 2007 à 2010 puis conseiller spécial de la présidence de la République auprès de Laurent Gbagbo.
En 2010, une enquête est ouverte à la suite d'accusations de trafic d'influence et de favoritisme au profit de personnes originaires de sa région au concours de l'École nationale de police. Il est aussi accusé d'avoir détourné de l'argent lié à l'organisation du Hajj et d'un fonds pour les victimes des déchets toxiques du Probo Koala déversés en 2006. Il est nommé avec le premier ministre de l'époque Guillaume Soro, dans une affaire de corruption liée à Sagem Sécurité. Il est finalement blanchi de toutes les accusations.

### Mort
Désiré Tagro meurt à la Polyclinique internationale Sainte-Anne-Marie à Abidjan le 12 avril 2011, après son arrestation par les Forces républicaines de Côte d'Ivoire et celle de Laurent Gbagbo lors de la bataille d'Abidjan. Un reportage de France 24 le montre blessé au visage et à la poitrine, faisant des gestes désignant les FRCI le conduisant, créant une controverse sur l'origine des blessures ayant entraîné sa mort,,.